# それぞれの秋
「それぞれの秋」（それぞれのあき）は、アリスが1980年10月25日にポリスターからリリースした19枚目のシングル。

## 解説
アルバム『ALICE VIII』からのリカット。

## 収録曲
1. それぞれの秋
  - 作詞・作曲：谷村新司／編曲：安田裕美・服部克久
2. 過ぎゆくものは…
  - 作詞：矢沢透／作曲：堀内孝雄／編曲：安田裕美

## カバー
- 西城秀樹（1981年、アルバム『HIDEKI SONG BOOK』）
- 谷村新司（1986年、アルバム『素描-Dessan-』）　なお、これ以降に発売された谷村のベスト盤ではこの音源が収録される事が多い。